# Елменхорст (Штормарн)
Елменхорст (њем. Elmenhorst) општина је у њемачкој савезној држави Шлезвиг-Холштајн. Једно је од 55 општинских средишта округа Штормарн. Према процјени из 2010. у општини је живјело 2.486 становника. Посједује регионалну шифру (AGS) 1062016.

## Географски и демографски подаци
Елменхорст се налази у савезној држави Шлезвиг-Холштајн у округу Штормарн. Општина се налази на надморској висини од 30 метара. Површина општине износи 14,9 km². У самом мјесту је, према процјени из 2010. године, живјело 2.486 становника. Просјечна густина становништва износи 167 становника/km².